# Andra slaget vid Prestebakke
Andra slaget vid Prestebakke var ett fältslag under det dansk-svenska kriget 1808-1809 där Sverige besegrade Danmark.